# NGC 2519
NGC 2519 – obiekt astronomiczny w gwiazdozbiorze Rysia zaobserwowany przez Gerharda Lohsego w 1886 roku. Jest to albo asteryzm składający się z kilku gwiazd, albo najjaśniejsza gwiazda wchodząca w skład tego asteryzmu. Niektóre źródła (np. baza SIMBAD) podają, że NGC 2519 to zdublowana obserwacja galaktyki NGC 2518 (której odkrywcą był również Lohse), jest to jednak identyfikacja błędna, gdyż Lohse stwierdził, że rektascensja tych dwóch obiektów różni się o 42 sekundy, nie może to więc być ten sam obiekt.